# Anders Kraft
Karl Anders Kraft, född 18 oktober 1968 i Askim, är en svensk journalist och konferencier som arbetar på TV4. Mellan 2004 och 2012 var han programledare för Nyhetsmorgon..  Tidigare har han varit redaktionschef och programledare på TV4 Halland sedan cirka 1995. Under våren 2011 var han programledare på Herr och fru på TV4 tillsammans med Agneta Sjödin. Hösten 2012 blev han nyhetsankare på TV4 News.
Dessutom var han 1998 programledare för Musik Sverige Runt. Han har varit nyhetsankare på TV4-nyheterna sedan 2003, där han också har varit reporter. Han är uppvuxen i Kullavik i Kungsbacka och började sin journalistiska karriär på SR Halland. Anders Kraft tog studenten vid Göteborgs Högre Samskola 1987 och läste därefter journalistik på Skurups folkhögskola.
Den 12 juli 2024 meddelade Anders Kraft att han lämnar TV4, efter 28 år.
Anders Kraft är medlem av Långarydssläkten.